# Edward Burr Van Vleck
Edward Burr Van Vleck   (Middletown, 7 de juny de 1863 - Madison, 2 de juny de 1943) va ser un matemàtic nord-americà.

## Vida i obra
Van Vleck es va graduar el 1884 a la universitat Wesleyana on el seu pare era professor d'astronomia i matemàtiques. Després d'estudiar uns anys a la universitat Johns Hopkins, va anar a Alemanya per estudiar a la universitat de Göttingen, on va obtenir el doctorat sota la direcció de Felix Klein.
De 1895 a 1905 va ser professor de la universitat Wesleyana i, a partir d'aquest darrer any, de la universitat de Wisconsin fins que es va retirar com emèrit el 1929. A més de la seva carrera docent en el camp de les matemàtiques, va ser un apassionat de les arts i els viatges, cosa que el va convertit en un important col·leccionista d'art.
Va ser membre de l'Acadèmia Nacional de Ciències dels Estats Units i de la Societat Americana de Matemàtiques, la qual va presidir entre 1913 i 1914.
La seva llista de publicacions científiques no és gaire llarga (unes 30 en trenta-cinc anys), però són sòlides i permanents contribucions publicades a revistes de primer nivell.